# Kvindernes Udstilling
Kvindernes Udstilling fra Fortid og Nutid i 1895 var en udløber af verdensudstillingen i Chicago i 1893, hvor danske kvinder blev inspireret til at gøre status over nordiske kvinders kulturhistorie. Udstillingen blev afholdt i henholdsvis Industriforeningen og i Den Fries Udstillingsbygning i København.

## Historie
Udstillingen, der blev afholdt syv år efter, at kvinder i 1888 havde fået adgang til Kunstakademiet, omfattede 4.500 genstande inden for kunst, håndværk, husholdning med mere produceret af kvinder. Der blev i udstillingsperioden også afholdt koncerter, gymnastikopvisninger, festforestillinger med tidens nye nordiske dramatik, samt foredrag med videre.
Kammerherreinde Sophie Oxholm, gift med Carl O'Neill Oxholm til Rosenfeldt, var præsident for udstillingen i den forberedende fase, men gik af i januar 1895 efter uenighed med de øvrige deltagere. I stedet blev gehejmerådinde Bertha Buch, gift med justitiarius i Højesteret P.C.N. Buch, præsident, mens kommandørinde Emma Gad, gift med Urban Gad, var vicepræsident, og etatsrådinde Emma Gamél, gift med urtekræmmer Augustin Gamél, formand for finansudvalget. De udgjorde kvindeudstillingens præsidium.
Den øvrige udstillingskomité bestod af Sophie Alberti, Ellen Blom, Thora Davidsen, Camilla Eegholm, Ida Falbe-Hansen, V.N. Gade, Ada Grøn, Louise Harbou, Edith Hawkins, Erna Juel-Hansen, K. Konstantin-Hansen, Marie Kruse, Nathalie Meldahl, Julie Müller, Olga Nissen-Sommersted, Charlotte Randbøll, Benedicte B. Reventlow, Ida Ruben, Alexandra Sehested, Ida M. Suhr, Ellen Wichfeldt og Natalie Zahle.
Komiteen var primært besat med ægtefæller til adelige, godsejere og forretningsmænd, som ikke var egentlige kvinderetsforkæmpere. Den øvrige del af komiteen var kendte personer fra kvindebevægelsen, som havde et mere aktivistisk syn på udstillingens formål, hvilket til tider skabte gnidninger i det interne samarbejde om udstillingen.
Billedkunstnerne udstillede i Den Fries Udstillingsbygning i Kunst-afdelingen. Formand for udvalget var Agnes Lunn, næstformand var Augusta Dohlmann, og desuden var Anna Ancher medlem. I udstillingskataloget findes arbejdsfortegnelse over de udstillede værker; men herudover præsenteres afdøde kunstnere i indledningen. Fra udvalget har det været et bevidst tiltag for at bringe upåagtede kvindelige kunstnere frem i lyset, i særlig grad de, der ikke havde haft mulighed for at få en uddannelse som professionelle kunstnere, som det beskrives "... maaske de upaaagtede Arbejder kunde dukke op og blive paaskønnede i Eftertiden". Een af de mest anerkendte af udstillerne, maleren Bertha Wegmann, fordrede i sidste øjeblik før ophængningen plads til 30 af sine værker - en fordring, som efterfølgende gav anledning til nogen debat i medierne og blandt medlemmer af udvalget. Agnes Lunn var nogle år senere drivende kraft i udstillingen Kvindelige Kunstneres Retrospektive Udstilling, der fandt sted 1920. Her genoptog hun sammen med en planlægningsgruppe fra Kvindelige Kunstneres Samfund idéen med at inddrage kvindelige kunstnere posthumt.
Sofie Oxholm havde i oplægget til Kvindernes Udstilling lagt stor vægt på den nordiske samhørighed. Udstillingens segl forestillede Dronning Margrethe I, der holdt sine beskyttende arme ud over de nordiske kvinder. Seglet var tegnet af maleren Agnes Slott-Møller, der var nær ven med Sophie Oxholm.
Udstillingens emblem var oprindeligt "Valdemarsrosen", valgt af Sofie Oxholm, mens hun endnu var præsident. Planten var valgt, fordi den omkransede Vordingborg Slotsruin, hvor dronning Margrethe I havde opholdt sig. På et tidspunkt blev Valdemarsrosen udskiftet med Mælkebøtten, eller Løvetanden som den også kaldes. Som svar på et spørgsmål om, hvorfor ændringen havde fundet sted, svarede redaktøren af "Udstillingstidende at: "Løvetanden har den Egenskab, at ingen af dets enkelte Smaablomster gør Fordring paa noget for sig, men at de alle i skøn Samdrægtighed enes om at danne et smukt samlet Hele, som tillige er af ikke ringe dekorativ Virkning."
Kunsthistorikeren Lene Bøgh Rønberg tegner et billede af årsagen til skiftet af udstillingsemblem på denne måde Faktisk spillede ukrudtsplanten, den genstridige urt, der ikke lader sig kue, men kommer igen på trods, og som er så forhadt, at den ligefrem havde det populære tilnavn "Fandens Mælkebøtte", en rolle i den konflikt, der udspillede sig mellem den konservative og den moderne fløj blandt kvinderne i udstillingens komité og udvalg. Her blev adelens og landbefolkningens konservative kvinder, der vægtede en historisk præsentation af kvindernes liv og virke, væltet af posten af den fløj, der repræsenterede storbyens moderne, erhvervsaktive kvinder. Sidstnævnte, der ofte var et skridt længere i kvindernes emancipation, var af den holdning, at man skulle benytte udstillingen til i højere grad at fokusere på kvindernes situation her og nu. Lene Bøgh Rønberg opsummerer Det var ikke blot et spring i blomsternes hierarki, men et helt andet billede af kvindernes som ihærdige, viljestærke og genstridige fremfor smukke, skrøbelige og ophøjede, der hermed blev produceret i udstillingens symbolik.
Suzette Holten stod for udstillingens overordnede design. Hun tegnede indgangspartiet til Den Fries udstillingsbygning, hvor kunsten var placeret, med motiv af en opgående sol og mælkebøtteranker langs karmene. Desuden tegnede hun vignetter samt et vævet tapet, hvor selve vævningen var udført af væveren Emmy Fischer.  Sluttelig udformede hun et hædersdiplom i form af en platte, med motiv i form af en opgående sol.
Med på udstillingen var de to kendte porcelænsfabrikker Den Kongelige Porcelainsfabrik samt Bing og Grøndahl. Porcelænsmalerne havde altid været kvinder, og Den Kongelige Porcelænsfabrik havde fremstillet platter med løvetandsmotiver af fire malerinder Anna Schmidth, Bertha Nathanaelsen, Jenny Meyer og Marianne Høst. Valget af selve udstillingsplatten faldt imidlertid på en platte, udført af den kunstneriske leder for Den Kongelige Porcelainsfabrik, Arnold Krog. Motivet var den afblomstrede løvetand, og den blev fremstillet i 1.200 eksemplarer. Bing og Grøndahl fik fremstillet platter, tegnet af Fanny Garde og Effie Hegermann-Lindencrone, med motivet dronning Margrethe I. 
Efter Kvindernes Udstilling var der et økonomisk overskud på godt 13.000 kr., og forfatteren Emma Gad foreslog i udstillingskomitéen, at beløbet blev brugt som startkapital til opførelse af en Kvindernes Bygning i København. Forslaget blev vedtaget, medlemmer fra udstillingskomitéen indtrådte som styrelse i en ny institution Kvindernes Bygning, og fra 1896 arbejdedes frem til indvielsen af bygningen flere år senere, i 1936.

## Udstillende kunstnere
| - Elna Borch - Henriette Diderichsen - Agnes Lunn (også maler) - Anne Marie Carl Nielsen - Johanne Pedersen-Dan - Nielsine Petersen - Adelgunde Vogt (posthumt) | Denne liste er ufuldstændig; hjælp gerne med at udfylde den. - Elfride Andrée (Sverige) - Valborg Aulin (Sverige) - Agathe Backer-Grøndahl (Norge) - Johanne Amalie Fenger - Emma Hartmann - Inga Lærum-Liebig (Norge) - Nanna Liebmann - Elisabeth Meyer - Tekla Griebel Wandall \| - Anna Ancher - Marie Bang - Ville Bang - Brita Barnekow - Johanne Bindesbøll - Louise Bonfils - Alfrida Baadsgaard - Clara Carl - Anthonore Christensen - Augusta Dohlmann - Charlotte Frimodt - Johanne Nicoline Louise Frimodt - Henriette Hahn-Brinckmann - Ane Marie Hansen - Marie Henriques - Sophie Holten - Susette Holten - Elise Konstantin-Hansen - Kristiane Konstantin-Hansen - Johanne Krebs - Birgitte Levison - Agnes Lunn (også billedhugger) - Marie Luplau - Augusta Læssøe - Emma Løffler - Emma Meyer \| - Jenny Meyer - Emilie Mundt - Bertha Nathanielsen - Dagmar Olrik - Anna Petersen - Marie Preetzmann - Louise Ravn-Hansen - Holga Reinhard - Marie Sandholt - Charlotte Sannom - Laura Sarauw - Elisabeth Schiøtt - Ida Schiøttz-Jensen - Mimi Schwartzkopf - Anna Smidth - Olga Smith - Edma Stage - Emma Thomsen - Emmy Thornam - Ludovica Thornam - Elisabeth Tornøe - Nicoline Tuxen - Elisabeth Wandel - Bertha Wegmann \| Posthumt - Elisabeth Jerichau Baumann - Juliane Hammer (døde kort før åbningen) - Eleonore Christine Harboe - Hanne Hellesen - Marie Knudsen - Julie Lütken - Christine Løvmand - Sophie Madsen - Hermania Neergaard - Bolette Puggaard - Georgia Skovgaard (2 skitsebøger fra italiensrejse 1854-55 og 8 broderier) - Mariane Stub - Eleonora Tscherning \| - Fortegnelse over Kvindernes Udstilling fra Fortid og Nutid 1895, 1895. - Eva Lous: Kvindernes Udstilling fra Fortid til Nutid 1895 i Rotunden, nr. 12, 1999. udgivet af Statsbiblioteket. ISNN 0908 6781 - Eva Lous: Kvindernes Udstilling 1895, Aarhus 2004. ISBN 87-7507-279-3. - Sophie Oxholm: Aktmæssig Fremstilling af de Begivenheder, der foranledigede Præsidentskiftet ved Kvindernes Udstilling fra Fortid og Nutid i Kjøbenhavn 1895, Vordingborg: Willerups Boghandel 1896. Online hos Archive.org 1. 2. 3. 4. 5. 6. 7. 8. 9. 10. 11. 12. 13. | |
| - Anna Ancher - Marie Bang - Ville Bang - Brita Barnekow - Johanne Bindesbøll - Louise Bonfils - Alfrida Baadsgaard - Clara Carl - Anthonore Christensen - Augusta Dohlmann - Charlotte Frimodt - Johanne Nicoline Louise Frimodt - Henriette Hahn-Brinckmann - Ane Marie Hansen - Marie Henriques - Sophie Holten - Susette Holten - Elise Konstantin-Hansen - Kristiane Konstantin-Hansen - Johanne Krebs - Birgitte Levison - Agnes Lunn (også billedhugger) - Marie Luplau - Augusta Læssøe - Emma Løffler - Emma Meyer | - Jenny Meyer - Emilie Mundt - Bertha Nathanielsen - Dagmar Olrik - Anna Petersen - Marie Preetzmann - Louise Ravn-Hansen - Holga Reinhard - Marie Sandholt - Charlotte Sannom - Laura Sarauw - Elisabeth Schiøtt - Ida Schiøttz-Jensen - Mimi Schwartzkopf - Anna Smidth - Olga Smith - Edma Stage - Emma Thomsen - Emmy Thornam - Ludovica Thornam - Elisabeth Tornøe - Nicoline Tuxen - Elisabeth Wandel - Bertha Wegmann | - Elisabeth Jerichau Baumann - Juliane Hammer (døde kort før åbningen) - Eleonore Christine Harboe - Hanne Hellesen - Marie Knudsen - Julie Lütken - Christine Løvmand - Sophie Madsen - Hermania Neergaard - Bolette Puggaard - Georgia Skovgaard (2 skitsebøger fra italiensrejse 1854-55 og 8 broderier) - Mariane Stub - Eleonora Tscherning |